# Sobą być
Sobą być – dziesiąta płyta zespołu Toples z nowym składem i wokalistą wydana w lutym 2012 roku w firmie fonograficznej Green Star. Płyta zawiera 18 piosenek, w tym 2 remixy i cztery wersje instrumentalne. Ten album został wydany po niespełna 7 latach przerwy od ostatniego albumu "Zostajemy do końca" wydanego w firmie Green Star.

## Lista utworów
1. Sobą być
2. Wykrzycz to
3. Być z Tobą
4. Pokusa
5. Miłość
6. Kochałem Cię
7. Wszystko może zdarzyć się
8. Polski ślub
9. Bawimy się do rana
10. Mimo wszystko
11. Kobiety mężczyźni
12. Pasja
13. Bawimy się do rana (Maciej Sawicki official remix)
14. Sobą być (Maciej Sawicki official remix)
15. Być z Tobą (instrumental version)
16. Wykrzycz to (instrumental version)
17. Pokusa (instrumental version)
18. Polski ślub (instrumental version)